# MAS 윙스
MAS 윙스(영어: MASwings)은 말레이시아의 지역 항공사로 말레이시아 사라와크 주 마리에 본부를 두고 있으며, 1972년에 설립되었다. 보유 항공기는 포커 70만 보유하고 있으나, 최근에는 ATR 72를 도입하였다. 또한 브루나이, 필리핀, 인도네시아를 잇는 국제선 노선도 운항하고 있다.

## 보유 기종
- 2013년 7월 기준으로 MAS 윙스는 다음과 같은 기종을 보유하고 있으며 평균 기령은 2.9년이다.[4]